# عملیات سنتینل

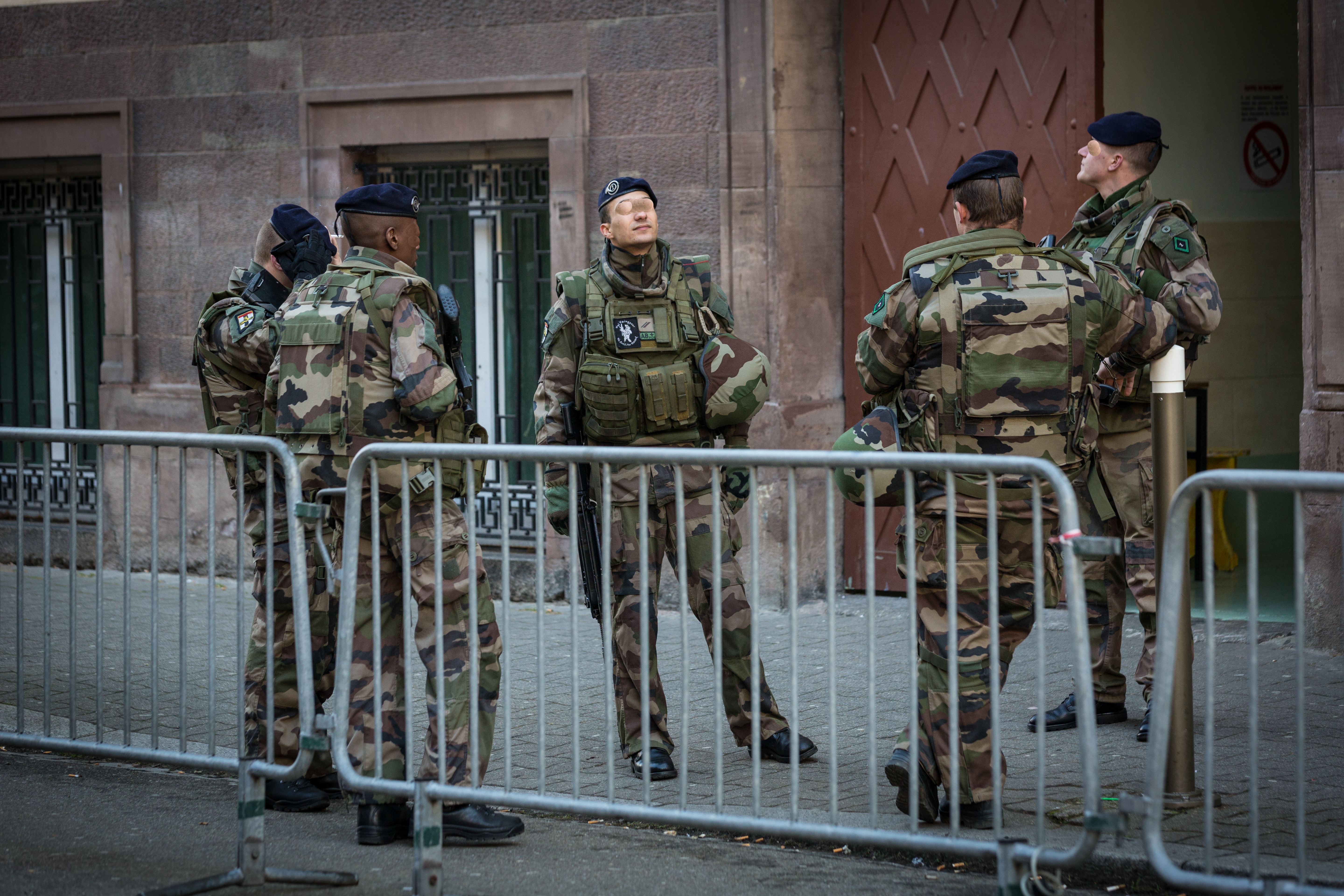
سربازان فرانسوی در حال استراحت پس از شیفت گشت

عملیات سنتینل یا عملیات نگهبان (به فرانسوی: Opération Sentinelle) (انگلیسی: Operation Sentinel) یک عملیات نظامی در فرانسه است که با ۱۰ هزار سرباز و ۴۷۰۰ پلیس و ژاندارمری مستقر شده‌است این عملیات پس از حملات ژانویه ۲۰۱۵ ایل-دو-فرانس، با هدف محافظت از «نقاط» حساس سرزمین فرانسه در برابر تروریسم ایجاد شده‌است. در طی حملات نوامبر ۲۰۱۵ پاریس این عملیات تقویت یافت و بدل به بخشی از وضعیت اضطراری در فرانسه شد که به دلیل ادامه تهدیدات تروریستی و حملات ادامه دارد.

## زمینه
عملیات سنتینل اولین بار پس از حملات ژانویه ۲۰۱۵ ایل-دو-فرانس مستقر شد و پس از حملات نوامبر ۲۰۱۵ پاریس تقویت یافت، حملاتی توسط گروه‌های افراطی اسلامی القاعده در شبه جزیره عربستان و دولت اسلامی عراق و شام (داعش) انجام شد. از زمان این حملات تعدادی دیگر از حملات در فرانسه صورت گرفته‌است.
سایر کشورهای اروپایی نیز به دلیل تهدیدات تروریستی یا حملات، از جمله در بلژیک، ایتالیا، و انگلستان سربازانی را برای محافظت از مناطق خاص مستقر کرده‌اند.

## حملات علیه سربازان
حداقل در شش مورد، سربازان درگیر در عملیات سراسری خود مورد هدف قرار گرفته‌اند.
سربازان مستقر در عملیات سنتینل در ۳ فوریه ۲۰۱۷ از ورود یک مهاجم در حمله قارچ لوور به موزه جلوگیری کردند، مهاجم ادعا می‌کرد که قصد داشت با استفاده از اسپری به عنوان نوعی حمله نمادین به فرانسه، از هنر دفاع کند. پس از ممانعت از ورود، او با یک قمه به سربازان گشت حمله کرد.
در حملات Île-de-France در مارس ۲۰۱۷، دو سرباز مستقر در عملیات سنتینل در فرودگاه اورلی مردی را کشتند که می‌گفت «من اینجا هستم تا برای خدا بمیرم» در حالی که او با یکی دیگر از اعضای تیم آنان را در حال ضرب و شتم بود و قصد داشت که اسلجه سرباز را بدزدد.
در ۹ اوت ۲۰۱۷ در لوالوآ-پره، شش سرباز از دسته ۳۵مین پیاده‌نظام شرکت کننده در عملیات سنتینل، به صورت عمدی توسط خودرویی زخمی شدند و راننده آن فرار کرد. سربازان وقت نکردند که از سلاح‌های خود استفاده کند.